# (16744) Antonioleone
(16744) Antonioleone est un astéroïde de la ceinture principale.

## Description
(16744) Antonioleone est un astéroïde de la ceinture principale. Il fut découvert le 23 juillet 1996 à San Marcello Pistoiese par Luciano Tesi. Il présente une orbite caractérisée par un demi-grand axe de 2,43 UA, une excentricité de 0,26 et une inclinaison de 10,0° par rapport à l'écliptique.

## Compléments